# MeWa
MeWa (dawniej LaTeXEditor) – darmowy edytor LaTeX dla systemu operacyjnego Windows. MeWa dobrze pracuje z dystrybucją MiKTeX. Został wydany na licencji GNU General Public License.